# Изменение имени
Измене́ние и́мени — юридический акт, подтверждающий изменение имени гражданина на отличное от того, что он имел ранее. Процедуры и простота их осуществления зависят от конкретных обстоятельств. Общее право обычно не налагает серьёзных ограничений, которые могут иметься в романо-германской правовой семье.
Обычно заявление гражданина об изменении имени удовлетворяется по прошествии установленного законом срока — это необходимо для проверки, нет ли у гражданина, желающего сменить имя/фамилию/отчество, цели скрыться от преследования правоохранительных органов.
В СССР были ограничения для подследственных и лиц, имеющих судимость.